# Geert Libeer
Geert Libeer (Roeselare, 12 oktober 1961) is een Belgische schrijver die woont in Oostende.
Libeer studeerde in 1986 af aan de faculteit rechtsgeleerdheid van de Rijksuniversiteit Gent.
In 2007 verscheen zijn debuutroman “Proces der schande”, een dystopische toekomstroman die het eerste deel van een trilogie vormt. Het boek verscheen in de Première-reeks van de inmiddels verdwenen uitgeverij Kramat en is voorlopig niet meer verkrijgbaar.  
2021 was het jaar waarin Geert Libeer onderdak vond bij Uitgeverij Het Punt.  Deze uitgever uit Dendermonde bracht zijn roman “CO ₂” uit.  Ook dit werk betreft een dystopische toekomstroman en thriller met de klimaatcrisis op de achtergrond.
In 2023 volgde een tweede boek bij dezelfde uitgever, "De dictators", een politieke satire waarin Satan Hitler, Stalin, Mao en Pol Pot in de hel bijeenbrengt met als opdracht samen een raadsel op te lossen.      
Zijn meest recente roman "Het mysterie van de dode kardinalen" is een misdaadverhaal dat zich afspeelt in en rond het Vaticaan en verscheen eveneens bij Uitgeverij Het Punt.  Wanneer tijdens een conclaaf voor de verkiezing van een nieuwe paus drie kardinalen kort na elkaar dood worden teruggevonden, is het aan de Romeinse politie-inspecteur Roberto Orsini om dit mysterie op te lossen.  Deze spannende roman is een van de zeven boeken die werden genomineerd voor de Knack Hercule Poirot Prijs 2024, een prestigieuze prijs die de beste misdaadroman van het jaar bekroont.  
- International Standard Name Identifier: 0000 0003 8811 3087
- Nederlandse Thesaurus van Auteursnamen: 306286750
- Virtual International Authority File: 281264153
- WorldCat: E39PBJyrQvbcxrJHWjKdQ4DKBP